# Statskuppen i Brasilien 1964
Statskuppen i Brasilien 1964 (portugisiska: Golpe de estado no Brasil em 1964 eller, mer vardagligt, Golpe de 64), var en serie händelser som inträffade den 31 mars 1964 I Brasilien och som kulminerade med avsättandet av president João Goulart av Brasiliens väpnade styrkor dagen därpå.
Fastän det var en statskupp (militärkupp), kom den som ett resultat av att militären kallade kuppen "revolutionen 1964" (Revolução de 1964), att förknippas med idén om en bättre framtid, något den nya militärregeringen lovat befolkningen. Statskuppen blev slutet på regeringen Goulart. Goulart, även känd som Jango, var en medlem av Brasilianska arbetarpartiet, som på demokratiskt sätt blev vald till vicepresident i samma val som Jânio Quadros från Nationella arbetarpartiet, påhejad av Nationella demokratiska unionen, blev vald till president. När Quadros, som tillträdde som president i januari 1961, avsade sig  presidentskapet efter sju månader, efterträddes han av Goulart, som tillträdde som president i september 1961. 
Brasilianska militärregeringen tog efter kuppen över styret av Brasilien.

### Fotnoter
1. ↑  Kingstone, Steve (1 april 2004). ”Brazil remembers 1964 coup d'etat”. BBC News. http://news.bbc.co.uk/2/hi/americas/3588339.stm. Läst 8 maj 2007.